# Amédée Riou
Amédée Riou (né en 1944, mort en 2012 à 67 ans à Bécon-les-Granits) est un astronome amateur français, professeur d'Université à la retraite, spécialiste de chimie organique, minérale, industrielle.
Le 31 mai 2011, il découvre en comparant ses photographies de la galaxie M51, située à 31 millions d'années-lumière de la Terre, une étoile de 8 masses solaires ayant explosé en supernova de type II.